# Jerdy Schouten
Jerdy Schouten (Hellevoetsluis, 12 de enero de 1997) es un futbolista neerlandés que juega en la demarcación de centrocampista para el PSV Eindhoven de la Eredivisie.

## Selección nacional
El 8 de junio de 2022 debutó con la selección de los Países Bajos en un encuentro de la Liga de Naciones de la UEFA 2022-23 ante Gales que ganaron por uno a dos.

### Participaciones en la Eurocopa
| Copa          | Sede     | Resultado   | Partidos | Goles |
| ------------- | -------- | ----------- | -------- | ----- |
| Eurocopa 2024 | Alemania | Semifinales | 6        | 0     |

## Clubes
| Club                | País         | Año       | Partidos | Goles |
| ------------------- | ------------ | --------- | -------- | ----- |
| ADO Den Haag        | Países Bajos | 2016-2017 | 3        | 0     |
| SC Telstar          | Países Bajos | 2017-2018 | 40       | 4     |
| Excelsior Rotterdam | Países Bajos | 2018-2019 | 34       | 1     |
| Bologna F. C. 1909  | Italia       | 2019-2023 | 109      | 2     |
| PSV Eindhoven       | Países Bajos | 2023-     | 71       | 5     |

## Palmarés

### Títulos nacionales
| Título                        | Club          | País         | Año  |
| ----------------------------- | ------------- | ------------ | ---- |
| Eredivisie                    | PSV Eindhoven | Países Bajos | 2024 |
| Eredivisie                    | PSV Eindhoven | Países Bajos | 2025 |
| Supercopa de los Países Bajos | PSV Eindhoven | Países Bajos | 2025 |